# 2009-es Unicum-kupa
A XIV. Unicum-kupát 2009. július 10. és július 12. között rendezték. A helyszín változatlanul a Margit-szigeten található Hajós Alfréd Nemzeti Sportuszoda volt. A tornát a római világbajnokságot megelőzően tartották.

## Lebonyolítás
A négy részt vevő csapat egy csoportban, körmérkőzéses formában döntötte el a torna végeredményét. Egy győzelemért 3 pont járt.

## Résztvevők
A tornán 4 csapat vett részt:
| Csapat       | Keret |
| ------------ | --- |
| Magyarország | Gergely István (Honvéd), Nagy Viktor (Vasas), Szécsi Zoltán (Eger), Biros Péter (Eger), Gór-Nagy Miklós (Budva), Hárai Balázs (Eger), Hosnyánszky Norbert (Vasas), Kis Gábor (vízilabdázó) (Vasas), Kiss Gergely (Primorac Kotor), Madaras Norbert (Pro Recco), Mátyás Zoltán (FTC), Szivós Márton (Honvéd), Török Béla (Szeged), Varga Dénes (Vasas), Varga Dániel (Vasas), Varga II Zsolt (Eger) Szövetségi kapitány: Kemény Dénes |
| Szerbia      | |
| Németország  | |
| Ausztrália   | |

## Mérkőzések

### 1. forduló
| 2009. július 10. 17:45 | Németország          | 6 – 14 | Szerbia |  |
| 2009. július 10. 17:45 | (2–3, 1–4, 1–2, 2–5) |        |         |  |
| 2009. július 10. 17:45 | Jegyzőkönyv          |        |         |  |

| 2009. július 10. 19:30 | Magyarország         | 9 – 6 | Ausztrália |  |
| 2009. július 10. 19:30 | (3–3, 1–0, 3–1, 2–2) |       |            |  |
| 2009. július 10. 19:30 | Jegyzőkönyv          |       |            |  |

### 2. forduló
| 2009. július 11. 17:45 | Ausztrália           | 7 – 10 | Németország |  |
| 2009. július 11. 17:45 | (1–2, 1–3, 3–4, 2–1) |        |             |  |
| 2009. július 11. 17:45 | Jegyzőkönyv          |        |             |  |

| 2009. július 11. 19:30 | Magyarország         | 6 – 8 | Szerbia |  |
| 2009. július 11. 19:30 | (0–1, 2–2, 2–2, 2–3) |       |         |  |
| 2009. július 11. 19:30 | Jegyzőkönyv          |       |         |  |

### 3. forduló
| 2009. július 12. 09:45 | Szerbia              | 12 – 6 | Ausztrália |  |
| 2009. július 12. 09:45 | (4–2, 2–1, 2–0, 4–3) |        |            |  |
| 2009. július 12. 09:45 | Jegyzőkönyv          |        |            |  |

| 2009. július 12. 11:30 | Magyarország         | 14 – 8 | Németország |  |
| 2009. július 12. 11:30 | (3–3, 4–2, 2–1, 5–2) |        |             |  |
| 2009. július 12. 11:30 | Jegyzőkönyv          |        |             |  |

## Végeredmény
| Csapat       | M | Gy | D | V | G+ | G– | Gk  | P |
| ------------ | - | -- | - | - | -- | -- | --- | - |
| Szerbia      | 3 | 3  | 0 | 0 | 34 | 18 | +16 | 9 |
| Magyarország | 3 | 2  | 0 | 1 | 29 | 22 | +7  | 6 |
| Németország  | 3 | 1  | 0 | 2 | 24 | 35 | –11 | 3 |
| Ausztrália   | 3 | 0  | 0 | 3 | 19 | 31 | –12 | 0 |

| A XIV. Unicum-kupa győztese |
| --------------------------- |
| SZERBIA 1. cím              |

## Góllövőlista
8 gólos
- Whalan Thomas

7 gólos
- Magyarország
- Magyarország
- Andrija Prlainovic

6 gólos
- Heiko Nossek
- Marc Politze
- Milan Aleksic